# Сібіл (фільм, 2019)
«Сібіл» (фр. Sibyl) — французько-бельгійський драмедійний фільм 2019 року, зрежисований Жустін Тріє. Світова прем'єра стрічки відбулася 24 травня 2019 року на 72-му Каннському міжнародному кінофестивалі, де вона брала участь в основній конкурсній програмі у змаганні за Золоту пальмову гілку.

## Сюжет
Виснажена роботою психотерапевтка Сібіл вирішує зробити перерву у своїй професійній діяльності й повернутися до своєї першої пристрасті — написання книги. У цей час до неї звертається молода акторка Марго і благає Сібіл прийняти її. Одкровення нової пацієнтки різко змінюють життя Сібіл.

## У ролях
| • Вірджинія Ефіра    | … | Сібіл       |
| • Адель Екзаркопулос | … | Марго       |
| • Гаспар Ульєль      | … | Ігор        |
| • Нільс Шнайдер      | … | Габріель    |
| • Сандра Хюллер      | … | Мікаела     |
| • Лор Каламі         | … | Едіт        |
| • Артур Арарі        | … | доктор Катц |

## Знімальна група
- Автори сценарію — Артюр Арарі, Жустін Тріє
- Режисер-постановник — Жустін Тріє
- Продюсери — Давид Тіон, Філіпп Мартен
- Лінійний продюсер — Маркантоніо Боргезе
- Оператор — Симон Бофільс
- Монтаж — Лорен Сенешаль
- Художник-костюмер — Віржині́ Монтель
- Художник-декоратор — Тома Бакені
- Підбір акторів — Лор Балларен

## Нагороди та номінації
| Список нагород та номінацій  | Список нагород та номінацій | Список нагород та номінацій | Список нагород та номінацій | Список нагород та номінацій | Список нагород та номінацій |
| Кінофестиваль/Кінопремія     | Рік                         | Категорія                   | Номінант(и)                 | Результат                   | Дж                          |
| ---------------------------- | --------------------------- | --------------------------- | --------------------------- | --------------------------- | --------------------------- |
| 72-й Каннський кінофестиваль | 2019                        | Золота пальмова гілка       | Сібіл                       | Номінація                   | [ 2 ]                       |